# Índice de pobreza Foster-Greer-Thorbecke
El Índice de pobreza Foster-Greer-Thorbecke (a veces llamado FGT) es una medida de la pobreza existente en una economía. Es un índice que mide las carencias en el consumo privado y toma como referencia una determinada línea de pobreza individual, obtenida ésta a partir de un salario mínimo diario, de la población total y de la población económicamente activa. Una peculiaridad es que se pondera por {\displaystyle \alpha }, que cuantifica lo desigual que es el segmento de los pobres, pero dado que el valor de {\displaystyle \alpha } no está predeterminado, este puede tomar varios valores. El FGT fue desarrollado por los profesores Erik Thorbecke, Joel Greer y James Foster.
La fórmula para el FGT está dada por: 
{\displaystyle FGT_{\alpha }={\frac {1}{N}}\sum _{i=1}^{H}\left({\frac {z-y_{i}}{z}}\right)^{\alpha }}
donde {\displaystyle z} es la línea de pobreza ($1, $1,5 o $2 dólares por día ajustado por paridad de poder adquisitivo, estas son en general las líneas de pobreza más utilizadas por el Banco Mundial. Los países desarrollados suelen tener líneas de pobreza mucho más altas), {\displaystyle N} es el número de personas en una economía, {\displaystyle H} es el número de pobres (aquellos con ingresos iguales o inferiores a {\displaystyle z} ), {\displaystyle y_{i}} son los ingresos individuales y {\displaystyle \alpha } es un parámetro de "sensibilidad". Si {\displaystyle \alpha } es baja, entonces todas las personas con ingresos por debajo de {\displaystyle z} tienen aproximadamente el mismo peso. Si {\displaystyle \alpha } es alta, aquellos con ingresos más bajos (los más alejados a {\displaystyle z}) tienen más peso en el índice. Cuanto mayor sea el estadístico FGT, más pobreza existe en una economía.
El índice FGT se corresponde con otras medidas de la pobreza para valores específicos de {\displaystyle \alpha }. Para {\displaystyle \alpha =0}, la fórmula se reduce a:
{\displaystyle FGT_{0}={\frac {H}{N}}}
que es el índice de recuento de la pobreza, o la fracción de la población que vive por debajo del umbral de pobreza. Si {\displaystyle \alpha =1} entonces la fórmula es:
{\displaystyle FGT_{1}={\frac {1}{N}}\sum _{i=1}^{H}\left({\frac {z-y_{i}}{z}}\right)}
que es la brecha de pobreza promedio, o la cantidad de ingreso necesaria para que todos los pobres estuvieran justo sobre la línea de pobreza, dividida por la población total. Esto se puede considerar como la cantidad que una persona promedio en la economía tendría que contribuir para que la pobreza sea eliminada apenas.
Mientras que las dos versiones anteriores se informan ampliamente, una buena parte de la literatura técnica sobre la pobreza utiliza el {\displaystyle \alpha =2} para hacer su análisis:
{\displaystyle FGT_{2}={\frac {1}{N}}\sum _{i=1}^{H}\left({\frac {z-y_{i}}{z}}\right)^{2}}
ya que en esta forma, el índice combina información sobre la pobreza y la desigualdad de ingresos entre los pobres. Específicamente en este caso, el FGT se puede reescribir como:
{\displaystyle FGT_{2}=H\mu ^{2}+(1-\mu ^{2})C_{v}^{2}}
donde {\displaystyle C_{v}} es el coeficiente de variación entre quienes tienen ingresos menores a {\displaystyle z}, {\displaystyle H} es el número total de pobres, y {\displaystyle \mu } está dado por:
{\displaystyle \mu ={\frac {1}{H}}\sum _{i=1}^{H}\left({\frac {z-y_{i}}{z}}\right)}.
También se pueden dar otras descomposiciones del índice.
El gobierno de México usa la versión del índice con {\displaystyle \alpha =2} como base para todas las medidas de la pobreza.